# خليل السالم
الدكتور خليل السالم (1921 - 1990) اقتصادي أردني مسيحي، حمل عدة حقائب وزارية في حكومات وصفي التل وسمير الرفاعي، ومؤسس البنك المركزي الاردني، وأول محافظ له. وكان عضوا في المجلس الوطني الاستشاري، وعضوا في مجلس الاعيان، ومديرا للمؤسسة المالية العربية، ورئيسا لمجلس إدارة بنك الاتحاد والاستثمار.

## نشأته وبداياته

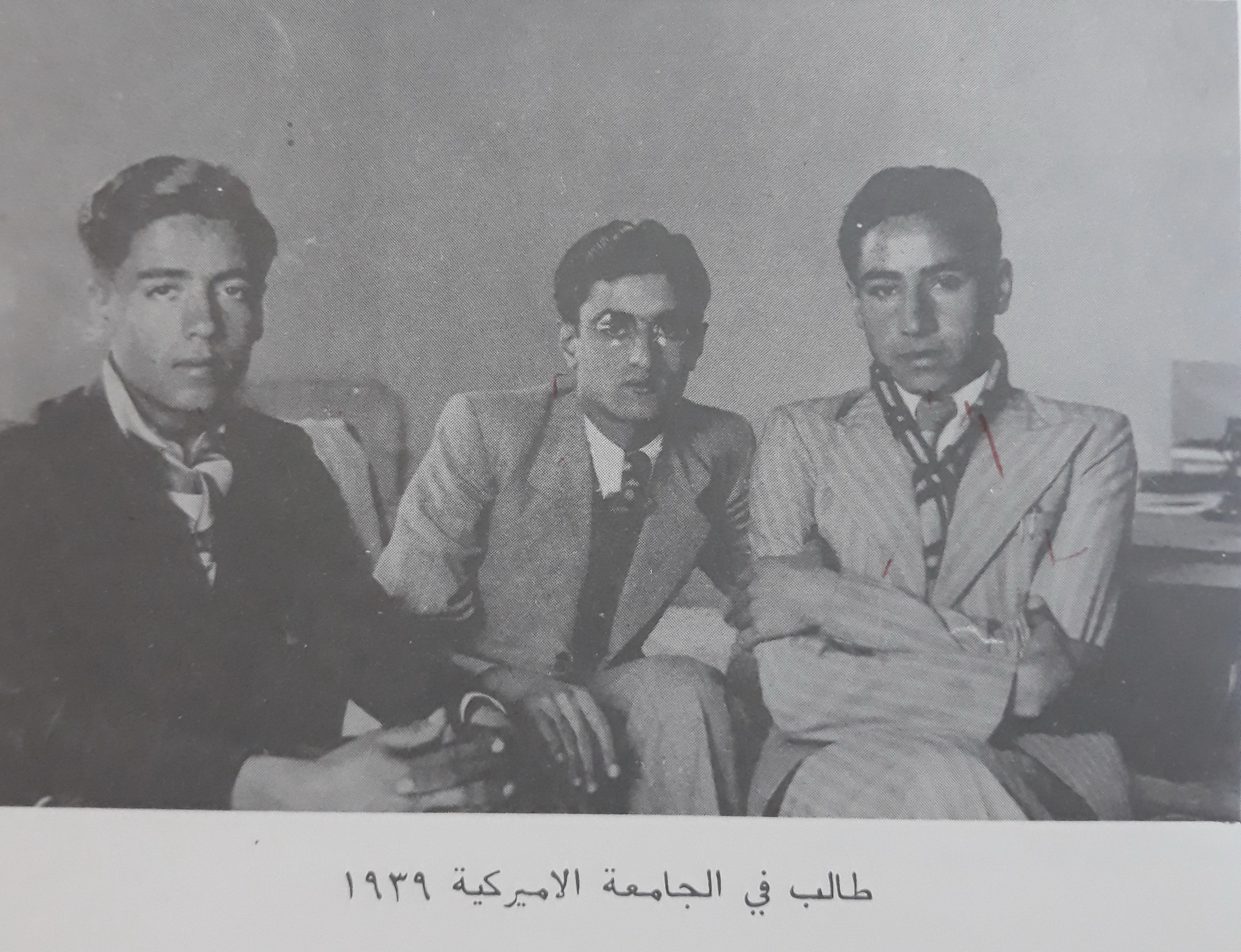
الجامعة الأمريكية عام 1938. من اليمين المرحومين حمد الفرحان وكيل وزارة الإقتصاد لاحقاً، خليل السالم أول محافظ للبنك المركزي الأردني ووزير الإقتصاد الوطني لاحقاً و المرحوم وصفي التل رئيس الوزراء الأردني لاحقا

اكمل دراسته الثانوية في مدرسة السلط عام 1938، ثم التحق بالجامعة الاميركية في بيروت لدراسة الرياضيات وتخرج منها عام 1941، ثم عمل معلما للرياضيات في مدرسه السلط الثانويه لمده 5 سنوات، وترقى إلى أن أصبح مفتشا في الوزارة. التحق بجامعة لندن لإكمال دراسته العليا وحصل منها على دبلوم التربية عام 1950، ثم حصل على شهادة الدكتوراه في إدارة التربية من الولايات المتحدة عام 1960.

## الحقائب الوزارية
تقلد السالم كرسي وزير الشؤون الاجتماعية ووزير دولة لشؤون رئاسة الوزراء في حكومة دولة وصفي التل الأولى في كانون ثاني 1962، وبعدها أصبح وزير الشؤون الاجتماعية والاقتصاد الوطني ووزير دولة لشؤون رئاسة الوزراء بموجب تعديل وزاري في تشرين أول 1962 لحكومة وصفي التل الأولى، ثم أصبح وزيرالإقتصاد الوطني ووزير دولة لشؤون رئاسة الوزراء في حكومة دولة وصفي التل الثانية في كانون أول 1963. وشغل مؤقتا موقع وزير القتصاد الوطني في حكومة دولة سمير الرفاعي السادسة في اذار 1963 ولكن الحكومة لم تحصل على ثقة المجلس النيابي فتقدمت بالاستقالة في نيسان من العام ذاته.
خلال عمله كوزير مع التل، عمل السالم على إخراج مسودة الإرادة الملكية لتأسيس الجامعة الأردنية، وأعد مشورع قانونها

## البنك المركزي

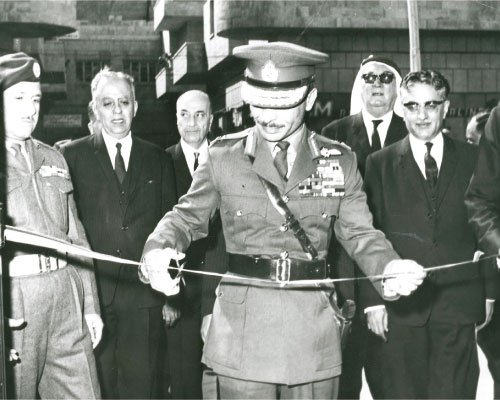
افتتاح البنك المركزي الأردني عام 1964

أسس السالم البنك المركزي الأردني، وشغل وظيفة محافظه لمدة عشر سنوات في الفترة ما بين 1963 إلى 1973

## السياسة
أصبح السالم عضوا في المجلس الوطني الاستشاري ضمن جميع دوراته الثلاث. كما كان عضوا في مجلس الاعيان وترأس اللجنة المالي في المجلس. وكان عضو اللجنة الملكية لصياغة الميثاق الوطني. كماعمل سفيرا في كل من فرنسا وبلجيكا.

## الاقتصاد
كان السالم مديرا عاما للمؤسسة المالية العربية، ورئيسا لمجلس إدارة بنك الاتحاد والاستثمار، كما شغر موقع نائب رئيس ثم رئيس مجلس إدارة جريدة الرأي.وكان عضوا في اللجنة الملكية لصياغة الميثاق الوطني

## الأوسمة
حصل على كل من وسام الاستقلال من الدرجة الثالثة ووسام الاستقلال من الدرجة الثانية ووسام الكوكب الأردني من الدرجة الأولى، ووسام التربية الممتاز وكذلك حصل على العديد من الأوسمة من فرنسا وبلجيكا والصين ورومانيا ومصر وسوريا.
وأُعطي درع الجمعية العلمية الملكية ودرع الجامعة الأردنية مع وشاحها ودرع غرفة صناعة عمان ودرع الروتاري